# Bobby Ayala
Pour les articles homonymes, voir Ayala.
Robert Joseph Ayala (né le 8 juillet 1969 à Ventura, Californie, États-Unis) est un lanceur de relève au baseball. Il a joué dans les Ligues majeures pour quatre équipes de 1992 à 1999, notamment les Mariners de Seattle.

## Carrière
Bobby Ayala, un lanceur droitier, a commencé sa carrière dans les majeures à la fin de l'année 1992 avec les Reds de Cincinnati. Après la saison 1993, les Reds le cèdent aux Mariners de Seattle en compagnie du receveur Dan Wilson en retour du lanceur Erik Hanson et du joueur de deuxième but Bret Boone.
Ayala connaît une bonne saison au cours de la campagne 1994 écourtée par la grève des joueurs. En 46 sorties, il présente une excellente moyenne de points mérités de 2,86 et protège 18 victoires.
En 1995, il enregistre 19 sauvetages. En 1997, il remporte un sommet personnel de 10 victoires (contre 5 défaites) pour les Mariners.
Bobby Ayala s'est brièvement aligné avec les Expos de Montréal et les Cubs de Chicago en 1999 avant de mettre un terme à sa carrière. En 406 parties jouées et 576 manches lancées, il présente une fiche de 37-44 avec 59 sauvetages, 541 retraits sur des prises et une moyenne de points mérités de 4,78.